# Leon Crnčič
Leon Crnčič, född 2 mars 1990 i Maribor, Jugoslavien, är en slovensk fotbollsspelare som spelar sedan sommaren 2011 spelar för Rudar Velenje i Prva Liga. Hans främsta position är som mittfältare.
Leon Crnčičs karriär började i en lokal klubb i hans födelsestad Maribor. Mellan år 2008 och 2009 spelade han för den närliggande klubben NK Aluminij. År 2009 värvades han av den italienska klubben Atalanta BC.
År 2010 revs hans kontrakt med Atalanta. Men han var en tid senare provspelare med den engelska klubben Leicester City på deras träningsläger i Crnčičs hemland Slovenien. Han värvades tre veckor senare till Leicester.
Crnčičs har spelat två landskamper för Sloveniens U21 landslag samt ett okänt antal landskamper för Sloveniens U19 landslag.